# Ulster Elks
Ulster Elks – północnoirlandzki klub siatkarski z siedzibą w Jordanstown, ściśle współpracujący z University of Ulster.
Jako pierwszy północnoirlandzki klub brał udział w europejskich pucharach. W sezonie 2005/2006 uczestniczył w Pucharze Top Teams pokonał w I rundzie luksemburski klub VC Lorentzweiler. W II rundzie uległ zespołom: szwajcarskiemu SEAT Volley Näfels, belgijskiemu Pepe Jeans Asse-Lennik oraz cypryjskiemu Anorthosis Famagusta.

## Rozgrywki krajowe
| Sezon     | Rozgrywki         | Osiągnięcie |
| --------- | ----------------- | ----------- |
| 2008/2009 | Premier-32 League | 5. miejsce  |
| 2009/2010 | Premier-32 League | 1. miejsce  |
| 2009/2010 | NIVA Men’s League | 6. miejsce  |
| 2010/2011 | NIVA Men’s League | 3. miejsce  |
| 2011/2012 | NIVA Men’s League | 3. miejsce  |
| 2012/2013 | NIVA Men’s League | 3. miejsce  |
| 2013/2014 | NIVA Men’s League | 5. miejsce  |

## Rozgrywki międzynarodowe
| Sezon     | Rozgrywki        | Osiągnięcie |
| --------- | ---------------- | ----------- |
| 2005/2006 | Puchar Top Teams | II runda    |
| 2007/2008 | Puchar Challenge | I runda     |